# Santo Domingo Xenacoj
Santo Domingo Xenacoj è un comune del Guatemala facente parte del dipartimento di Sacatepéquez.